# Chrysopilus lugubrinus
Chrysopilus lugubrinus är en tvåvingeart som beskrevs av Meijere 1924. Chrysopilus lugubrinus ingår i släktet Chrysopilus och familjen snäppflugor. Inga underarter finns listade i Catalogue of Life.